# Kliczków
Kliczków (alemán: Klitschdorf) es una localidad del distrito de Bolesławiec, en el voivodato de Baja Silesia (Polonia). Se encuentra en el suroeste del país, dentro del término municipal de Osiecznica, a unos 2 km al nordeste de la localidad homónima y sede del gobierno municipal, a unos 12 al noroeste de Bolesławiec, la capital del distrito, y a unos 115 al oeste de Breslavia, la capital del voivodato. En 2021, según el censo realizado por la Oficina Central de Estadística polaca, su población era de 350 habitantes. Kliczków perteneció a Alemania hasta 1945.